# Jörg Sievers (Schwimmer)
Jörg Sievers (* 28. Juli 1956; † 17. Januar 1973 in Magdeburg) war ein deutscher Schwimmer des SC Magdeburg und Dopingopfer.

## Leben und Wirken
Jörg Sievers fing im Alter von 5 Jahren mit dem Schwimmen an. Mit 10 Jahren wurde er an die Kinder- und Jugendsportschule (KJS) Magdeburg delegiert, womit er gleichzeitig zum SC Magdeburg wechselte. Er wurde für den Leistungssport trainiert. Begleitend wurde er in das DDR-Doping-System eingebunden. Im Alter von 16 stagnierte seine Leistungsentwicklung. Dennoch gehörte er dem erweiterten Kader der DDR-Nationalmannschaft an.

## Tod
Bei medizinischen Untersuchungen wurde eine Vergrößerung des Herzens, eine Kardiomegalie festgestellt. Der Arzt informierte die Mutter, dass aufgrund dieses Befundes Jörg Sievers mit dem Hochleistungssport aufhören müsse. Der Schwimmtrainer informierte den Schwimmer nach Weihnachten 1972 über das Ende seiner sportlichen Karriere. Begründet wurde ihm gegenüber dies jedoch mit dem Nichterreichen von Normen. Mit dem Ende des Leistungssports war auch der Ausschluss aus der KJS verbunden. Ein Abtrainieren war geplant.
Am 17. Januar 1973 wurde am Rand eines angesetzten Trainings vom Schwimmmeister zunächst eine Zyanose bemerkt. Jörg Sievers habe über Übelkeit geklagt. Zwei Stunden später wurde er tot im Schwimmbecken gefunden, in dem zuvor noch trainiert wurde.
Im Obduktionsbericht wurden muskuläre Wandverdickungen (Hypertrophie) im Bereich der linken und der rechten Herzkammer und eine Ausweitung beschrieben. Die Milz zeigte eine akute Entzündung und die Leber einen entzündlich-toxischen Schaden. Obwohl der Befund typische Auswirkungen von anabolen Steroiden dokumentierte, wurde den Eltern als Todesursache "Herz- und Lungenversagen in Folge einer Grippe" mitgeteilt. Jahre später erfuhren sie vom Doping mit Anabolika.

## Aufarbeitung
Nachdem die Dopingpraktiken in der DDR bekannt wurden, griff die deutsch-kanadische Journalistin Karin Helmstaedt, die mit Familie Sievers verwandt ist, den Todesfall auf und berichtete 1993 im Fachmagazin Swimnews über ihn. 1997 wurde er in der ARD-Dokumentation Kinderdoping thematisiert. Im Zusammenhang bestritt der behandelnde Arzt zunächst, Kenntnis von Jörg Sievers zu haben und sagte dann, von eventuellen Schädigungen durch Anabolika nichts zu wissen.
Es kam zu Ermittlungen der Staatsanwaltschaft und der Polizei. Auch der zu Zeiten der DDR geheim gehaltene Obduktionsbericht wurde ausgewertet. Die Ermittlungen wurden letztlich eingestellt.